# 奧斯卡最佳改編劇本獎
奧斯卡最佳改編劇本獎（英語：Academy Award for Best Adapted Screenplay）是奧斯卡金像獎的其中一個獎項，每年由美國電影藝術與科學學會頒發給該年度寫出最傑出改編劇本的編劇。
因續集一定是根據前一集而寫的，所以所有續集的劇本都會自動被歸類為改編劇本。
此獎起初時是叫「最佳寫作，改編」（Best Writing, Adapatation）。第2及第3屆奧斯卡金像獎只頒發了一個名為「寫作成就」（Writing Achievement）的獎項，並沒有分原創或改編。1930/31年度的寫作獎項再次細分，此獎回復原名「最佳寫作，改編」。1935年，此獎被改名為「最佳寫作，劇本」（Best Writing, Screenplay）。2002年起，此獎被改名為「改編劇本」。

## 特殊記錄
首位兩度獲頒該獎項者為約瑟夫·孟威茲，分別為1949年的《三妻豔史》和1950年的《彗星美人》。其他曾經兩次獲頒獎項者還有喬治·希頓、羅伯特·鮑特（同為連續兩年得獎）、法蘭西斯·柯波拉、馬里奧·普佐、阿爾文·薩金特、露絲·鮑爾·賈華拉、邁克爾·威爾遜和亞歷山大·潘恩。亞歷山大·潘恩的兩座獎項皆是與其他人共享，分別為2004年的《尋找新方向》（和吉姆·泰勒一同獲獎）以及2011年的《繼承人生》（和吉姆·羅許、奈特·法松一同獲獎）。邁克爾·威爾遜第二度獲獎時他還是好萊塢黑名單成員之一，所以當時獲獎者是以小說作者彼埃爾·布勒作為第一掛名，直至7年後美國影藝學院才正式承認他才是主要劇本撰寫者。
1930年以《牢狱鸳》獲獎的弗朗西丝·马里恩是第一位女性得獎者。
1937年皮埃尔·柯林斯和谢尔顿·基布尼是首次以改編自己的作品《万古流芳》而獲頒此獎的得獎者。
菲利普·G·愛普斯坦和朱利葉斯·J·愛普斯坦是第一組獲頒此獎項的兄弟檔（得獎作品為《北非諜影》）。詹姆斯·戈德曼和威廉·戈德曼則是第一組分別以不同電影獲頒獎項的兄弟檔。柯恩兄弟則是第三組兄弟檔（得獎作品為《險路勿近》）。
馬里奧·普佐的改編作品曾兩度獲獎，分別為《教父》和《教父II》（皆是和法蘭西斯·柯波拉一同獲獎）。愛德華·摩根·福斯特的作品 「窗外有藍天」和 「霍華德莊園」則都是由露絲·鮑爾·賈華拉改編並獲獎。
賴瑞·麥可莫特瑞是目前唯一一位其原創作品被改編且獲獎（得獎作品為《親密關係》），並且也改編他人作品也獲獎（得獎作品為《斷背山》）的人。
彼得·傑克森和法蘭·華許是目前唯一一對夫妻組獲獎者，其得獎作品為2003年的《魔戒：王者歸來》。
傑弗里·弗萊徹（得獎作品《珍愛人生》）和約翰·雷利（得獎作品《为奴十二年》）是唯二單獨贏得該獎項的非裔美國人；巴瑞·賈金斯和塔賴爾·阿爾文·麥卡尼（得獎作品《月光下的藍色男孩》）是第一組贏得該獎項的非裔美國人搭檔。史派克·李和凱文·威爾莫特是第二組（得獎作品《黑色黨徒》），但另有兩位白人共同獲獎。
曾經拿下原創劇本及改編劇本的得獎者包括：比利·懷德、查爾斯·布拉克特、帕迪·查耶夫斯基、法蘭西斯·柯波拉、霍頓·福特、威廉·戈德曼、罗伯特·本顿、波·戈爾德曼以及柯恩兄弟。
詹姆士·艾佛利是目前最高齡的得獎者（得獎時89歲，得獎作品為《以你的名字呼喚我》)；查利·沃希特爾則是最年輕的得獎者（得獎時32歲，得獎作品《黑色黨徒》）。
塔伊加·維迪提是目前唯一一位原住民出身的毛利裔得主（得獎作品《兔嘲男孩》）。
艾瑪·湯普遜 是目前唯一一位曾經拿下演技獎（《此情可問天》）和改編劇本獎（《理性與感性》）的得主。比利·鮑伯·松頓和約翰·休斯頓兩位得獎人則都曾提名演技獎但並未獲獎。
《玉女奇男》（改編劇本得獎者查爾斯·施奈）、《彈簧刀》（改編劇本得獎者比利·鮑伯·松頓）和《眾神與野獸》（改編劇本得獎者比爾·坎登）是唯三部拿下該獎項，但卻未被提名最佳影片的電影。
威廉·莫納漢（《無間道風雲》）和夏安·海德（《健听女孩》）是僅有兩位改編自其他電影的得獎者。

## 1920年代
1927/1928 （第1屆）
- 《第七天堂》（Seventh Heaven） – 本杰明·格雷澤（英语：Benjamin Glazer），改編自奧斯丁·史壯(Austin Stong)的同名舞台劇《第七天堂（英语：Seventh Heaven (play)）》
  - 《光輝時代》（Glorious Betsy）–安东尼·柯德维（英语：Anthony Coldeway），改編自里達·約翰遜·楊（英语：Rida Johnson Young）的同名舞台劇《光輝時代》(Glorious Betsy)
  - 《爵士乐歌星》（The Jazz Singer）–阿尔弗雷德·科恩（英语：Alfred A. Cohn），改編自山姆森·雷佛森（英语：Samson Raphaelson）小說《贖罪日》(The Day of Atonement)改編的舞台劇

1928/1929 （第2屆）
- 《爱国男儿（英语：The Patriot (1928 film)）》（The Patriot） – 汉斯·凯拉利（英语：Hanns Kräly），改編自德米特里·謝爾蓋耶維奇·梅列日科夫斯基所寫故事《保羅》(Paul)和阿什利·杜克斯（英语：Ashley Dukes）創的舞台劇《愛國者》(The Patriot)(根據阿爾弗雷德·諾伊曼（英语：Alfred Neumann (writer)）小說改編)
  - 《亚利桑那剑侠》（In Old Arizona）–汤姆·巴瑞（英语：Tom Barry (screenwriter)），改編自歐·亨利的小說《紳士之道（英语：The_Cisco_Kid#"The_Caballero's_Way"_(short_story)）》(The Caballero's Way)
  - 《勇夫（英语：The Valiant (1929 film)）》（The Valiant）–汤姆·巴瑞（英语：Tom Barry (screenwriter)），改編自哈羅德·埃弗雷特·波特（英语：Harold Everett Porter）和羅伯特·米德勒馬斯（英语：Robert Middlemass）創作的舞台劇
  - 《警察（英语：The Cop (1928 film)）》（The Cop）–艾略特·克劳森（英语：Elliott J. Clawson）（原創劇本）
  - 《海軍陸戰隊員》（The Leatherneck）–艾略特·克劳森（英语：Elliott J. Clawson）（原創劇本）
  - 《星岛双树》（Sal of Singapore）–艾略特·克劳森（英语：Elliott J. Clawson），改編自戴爾·科林斯（英语：Dale Collins）的小說《多愁善感的人》(The Sentimentalists)
  - 《摩天高楼（英语：Skyscraper (1928 film)）》（Skyscraper）–艾略特·克劳森（英语：Elliott J. Clawson），改編自達德利·墨菲（英语：Dudley Murphy）的小說
  - 《切尼夫人的最后时光（英语：The Last of Mrs. Cheyney (1929 film)）》（The Last of Mrs. Cheyney）–汉斯·克拉利（英语：Hanns Kräly），改編自弗雷德里克·朗斯代爾（英语：Frederick Lonsdale）的舞台劇
  - 《現代少女》（Our Dancing Daughters）–约瑟芬·洛维特（英语：Josephine Lovett）（原創劇本）
  - 《女实业家》（A Woman of Affairs）–贝丝·梅勒迪夫（英语：Bess Meredyth），改編自麥克·阿倫的小說《綠帽子》(The Green Hat)
  - 《异哉女性》（Wonder of Women）–贝丝·梅勒迪夫（英语：Bess Meredyth），改編自赫爾曼·蘇德曼（英语：Hermann Sudermann）的小說《史蒂芬托伯特的妻子》(Die Frau des Steffen Tromholt)

## 1930年代
1929/1930 （第3屆）
- 《牢狱鸳（英语：The Big House (1930 film)）》（The Big House） – 弗朗西丝·马里恩（原創劇本）
  - 《西线无战事》（All Quiet on the Western Front）–劇本：乔治·艾博特（英语：George Abbott）；改寫：马克斯韦尔·安德森（英语：Maxwell Anderson）和德尔·安德鲁斯（英语：Del Andrews）；對白：德尔·安德鲁斯（英语：Del Andrews），改編自埃里希·瑪利亞·雷馬克的同名小說《西線無戰事》
  - 《英宫秘史（英语：Disraeli (1929 film)）》（Disraeli）–朱利安·约瑟夫森（英语：Julien Josephson），改編自路易·N·帕克（英语：Louis N. Parker）的舞台劇
  - 《弃妇怨》（The Divorcee）– 约翰·米汉（英语：John Meehan (screenwriter)），改編自耳舒拉·帕羅特（英语：Ursula Parrott）的小說《前妻》(Ex-Wife)
  - 《大道似锦（英语：Street of Chance (1930 film)）》（Street of Chance）– 霍华德·埃斯塔布鲁克（英语：Howard Estabrook），改編自奧利佛·H·P·嘉瑞特（英语：Oliver H.P. Garrett）的小說

1930/1931 （第4屆）
- 《壮志千秋》（Cimarron）– 霍华德·埃斯塔布鲁克（英语：Howard Estabrook），改編自埃德娜·费伯的同名小說
  - 《刑法典》（The Criminal Code）– 塞顿·I·米勒（英语：Seton I. Miller）和小弗莱德·尼布洛（英语：Fred Niblo Jr.），改編自马丁·弗莱文（英语：Martin Flavin）的舞台劇
  - 《假日（英语：Holiday (1930 film)）》（Holiday）– 霍勒斯·杰克逊（英语：Horace Jackson），改編自菲利普·巴里（英语：Philip Barry）的舞台劇
  - 《小凯撒》（Little Caesar）– 弗朗西斯·爱德华·法拉戈（英语：Francis Edward Faragoh）和罗伯特·N·李（英语：Robert N. Lee），改編自威廉·伯内特（英语：W. R. Burnett）的小说
  - 《淘哥儿（英语：Skippy (film)）》（Skippy）– 约瑟夫·曼凯维奇和山姆·明茨（英语：Sam Mintz），根据珀西·克罗斯比（英语：Percy Crosby）的連環漫畫

1931/1932 （第5屆）
- 《难测女人心（英语：Bad Girl (1931 film)）》（Bad Girl）– 埃德温·J·伯克（英语：Edwin J. Burke），改編自韦纳·德尔玛（英语：Viña Delmar）的小说和舞台劇
  - 《阿罗史密斯（英语：Arrowsmith (film)）》（Arrowsmith）– 西德尼·霍华德（英语：Sidney Howard），改編自辛克莱·刘易斯的小說
  - 《化身博士》（Dr. Jekyll and Mr. Hyde）– 珀西·希思（英语：Percy Heath (screenwriter)）和塞缪尔·霍芬斯坦（英语：Samuel Hoffenstein），改編自罗伯特·路易斯·史蒂文森的小說《化身博士》

1932/1933 （第6屆）
- 《小妇人》（Little Women） – 维克托·赫曼（英语：Victor Heerman） 和 萨拉·Y·梅森（英语：Sarah Y. Mason），改編自露意莎·梅·奧爾柯特的小說《小婦人》
  - 《一日貴婦》（Lady for a Day） – 罗伯特·里斯金（英语：Robert Riskin），改編自達蒙·魯尼恩的小說《Madame la Gimp》
  - 《赛珍会（英语：State Fair (1933 film)）》（State Fair） – 保罗·葛林（英语：Paul Green (playwright)） 和 索尼娅·莱维恩（英语：Sonya Levien），改編自菲爾·史通（英语：Phil Stong）的小說

1934 （第7屆）
- 《一夜风流》（It Happened One Night）– 罗伯特·里思金（英语：Robert Riskin），改編自薩繆爾·霍普金斯·亞當斯（英语：Samuel Hopkins Adams）的小說《夜班公車》(Night Bus)
  - 《瘦子（英语：The Thin Man (film)）》（The Thin Man）– 弗朗西丝·古德里奇（英语：Frances Goodrich） 和 艾伯特·哈克特（英语：Albert Hackett），改編自達許·漢密特的小說
  - 《自由万岁！》（Viva Villa!）– 本·赫克特，改編自Edgecumb Pinchon和O. B. Stade的著作

1935 （第8屆）
- 《告密者（英语：The Informer (1935 film)）》（The Informer）– 达德利·尼科尔斯（英语：Dudley Nichols）（本人拒绝領獎），改編自萊姆·奧弗萊荷蒂（英语：Liam O'Flaherty）的同名小說
  - 《铁血船长（英语：Captain Blood (1935 film)）》（Captain Blood）– 凱西·羅賓遜（英语：Casey Robinson），改編自拉斐爾·薩巴提尼（英语：Rafael Sabatini）的小說[註 9]
  - 《抗敌英雄》（The Lives of a Bengal Lancer）– 劇本：阿基米德·阿卜杜拉（英语：Achmed Abdullah）、约翰·鲍尔德斯顿（英语：John L. Balderston）、沃尔德·杨恩（英语：Waldemar Young）；改寫：格罗弗·琼斯（英语：Grover Jones）和威廉·思列文思·麦克纳特（英语：William Slavens McNutt），改編自弗朗西斯·葉芝·布朗（英语：Francis Yeats-Brown）的小說
  - 《叛艦喋血記》（Mutiny on the Bounty）– 朱尔斯·弗思曼（英语：Jules Furthman）、塔尔博特·詹宁斯（英语：Talbot Jennings）和凯里·威尔逊，改編自詹姆斯·諾曼·霍爾（英语：James Norman Hall）和查爾斯·諾德霍夫（英语：Charles Nordhoff）的小說

1936 （第9屆）
- 《万古流芳》（The Story of Louis Pasteur）– 皮埃尔·柯林斯（英语：Pierre Collings）和谢尔顿·基布尼（英语：Sheridan Gibney）（原創劇本）
  - 《迷雾重重》（After the Thin Man）– 弗朗西丝·古德里奇（英语：Frances Goodrich）和艾伯特·哈克特（英语：Albert Hackett），改編自達許·漢密特的小說
  - 《孔雀夫人（英语：Dodsworth (film)）》（Dodsworth）– 西德尼·霍华德（英语：Sidney Howard），改編自辛克萊·路易斯的小說及西德尼·霍华德（英语：Sidney Howard）的舞台劇
  - 《富貴浮雲》（Mr. Deeds Goes to Town）– 罗伯特·里斯金（英语：Robert Riskin），改編自克拉倫斯·布汀頓·克蘭（英语：Clarence Budington Kelland）的小說《歌劇帽》(Opera Hat)
  - 《我的高德弗里》（My Man Godfrey）– 埃里克·哈奇（英语：Eric Hatch）和莫里·里斯金德，改編自埃里克·哈奇（英语：Eric Hatch）的小說《1101 公園大道》(1101 Park Avenue)

1937 （第10屆）
- 《左拉传》（The Life of Emile Zola） – 海因茨·赫拉德、盖扎·赫措格、诺曼·莱利·雷恩（英语：Norman Reilly Raine），改編自馬修·約瑟松（英语：Matthew Josephson）的同名小說
  - 《摘星梦难圆》（Stage Door）– 莫里·里斯金德和安东尼·维勒（英语：Anthony Veiller），改編自埃德娜·費伯和喬治·S·考夫曼的舞台劇
  - 《星海浮沉錄》（A Star Is Born）– 艾伦·坎贝尔、羅伯·卡爾森（英语：Robert Carson (writer)）和多罗茜·帕克（英语：Dorothy Parker）
  - 《春闺风月》（The Awful Truth）– 维娜·德尔玛（英语：Viña Delmar），改編自亞瑟·理奇曼的小說
  - 《怒海余生》（Captains Courageous）– 约翰·李·马兴（英语：John Lee Mahin）、马克·康纳利和戴尔·范·艾佛理（英语：Dale Van Every），改編自魯德亞德·吉卜林的小說

1938 （第11屆）
- 《賣花女（英语：Pygmalion (1938 film)）》（Pygmalion）– 劇本及對白：萧伯纳，改寫：伊安·达林坡（英语：Ian Dalrymple）、塞西尔·阿瑟·刘易斯（英语：Cecil Arthur Lewis）和W·P·李普斯昆（英语：W. P. Lipscomb），改編自萧伯纳的舞台劇《賣花女》
  - 《四千金》（Four Daughters）– 丽诺尔·考费（英语：Lenore Coffee）和茱里奥斯·艾柏士坦（英语：Julius J. Epstein），改編自法尼·赫斯特（英语：Fannie Hurst）的小說《姊妹法案》(Sister Act)
  - 《衛城記（英语：The Citadel (1938 film)）》（The Citadel）– 伊安·达林坡（英语：Ian Dalrymple）、伊丽莎白·希尔（英语：Elizabeth Hill (screenwriter)）和弗兰克·威德（英语：Frank Wead），改編自A·J·克朗寧的小說
  - 《孤儿乐园（英语：Boys Town (1938 film)）》（Boys Town）– 约翰·米瀚文（英语：John Meehan (screenwriter)）和多尔·沙里（英语：Dore Schary），改編自多尔·沙里（英语：Dore Schary）和艾莉諾·格里芬（英语：Eleanore Griffin）的小說
  - 《浮生若梦》（You Can't Take It with You）– 罗伯特·里斯金（英语：Robert Riskin），改編自喬治·S·考夫曼和摩斯·哈特（英语：Moss Hart）的舞台劇

1939 （第12屆）
- 《乱世佳人》（Gone with the Wind）– 悉尼·霍華德（英语：Sidney Howard），改編自瑪格麗特·米契爾的小說《飄》
  - 《妮诺契卡》（Ninotchka）– 查爾斯·布拉克特（英语：Charles Brackett），沃爾特·瑞奇（英语：Walter Reisch）和比利·懷德，改編自梅切爾·連耶爾（英语：Melchior Lengyel）的小說
  - 《華府風雲》（Mr. Smith Goes to Washington）– 西德尼·布切曼（英语：Sidney Buchman），改編自劉易斯·R·福斯特（英语：Lewis R. Foster）的小說
  - 《呼啸山庄》（Wuthering Heights）– 本·赫克特和查爾斯·麥克阿瑟（英语：Charles MacArthur），改編自艾蜜莉·勃朗特的小說《咆哮山莊》
  - 《萬世師表（英语：Goodbye, Mr. Chips (1939 film)）》（Goodbye, Mr. Chips）– 埃里克·馬施維茨（英语：Eric Maschwitz），R·C·謝里夫（英语：R. C. Sherriff）和克勞狄·韋斯特（英语：Claudine West），改編自詹姆斯·希爾頓的小說

## 1940年代
1940 （第13屆）
- 《费城故事》（The Philadelphia Story）– 唐纳德·奥登·斯图尔特（英语：Donald Ogden Stewart），改編自菲利普·巴里（英语：Philip Barry）的同名舞台劇
  - 《愤怒的葡萄》（The Grapes of Wrath）– 南奈利·约翰逊（英语：Nunnally Johnson），改編自約翰·史坦貝克的小說《憤怒的葡萄》
  - 《天涯路》（The Long Voyage Home）– 达德利·尼科尔斯（英语：Dudley Nichols），改編自尤金·歐尼爾的四部舞台劇
  - 《蝴蝶梦》（Rebecca）– 罗伯特·E·舍伍德和琼·哈里森，改編自達夫妮·杜穆里埃的小說
  - 《女人万岁（英语：Kitty Foyle (film)）》（Kitty Foyle）– 多尔顿·特朗博，改編自克里斯多福·莫勒（英语：Christopher Morley）的小說

1941 （第14屆）
- 《太虛道人》（Here Comes Mr. Jordan）– 西尼·布希曼（英语：Sidney Buchman） 、賽騰·I·米勒（英语：Seton I. Miller），改編自哈里·西格爾（英语：Harry Segall）的舞台劇《天堂可待》(Heaven Can Wait)
  - 《難捨黎明》（Hold Back the Dawn）– 查尔斯·布拉克特（英语：Charles Brackett） 和 比利·懷德，改編自凱蒂·弗林奇（英语：Ketti Frings）的小說
  - 《翡翠谷》（How Green Was My Valley）– 达德利·尼科尔斯（英语：Dudley Nichols），改編自理查德·李韋林（英语：Richard Llewellyn）的小說
  - 《小狐狸（英语：The Little Foxes (film)）》（The Little Foxes）– 丽莲·海尔曼，改編自她的小說
  - 《马耳他之鹰》（The Maltese Falcon）– 约翰·休斯顿，改編自達許·漢密特的小說《馬爾他之鷹》

1942 （第15屆）
- 《忠勇之家》（Mrs. Miniver）– 乔治·福罗索（英语：George Froeschel）、詹姆斯·希爾頓、克劳狄·韦斯特（英语：Claudine West）和亚瑟·威佩里斯（英语：Arthur Wimperis），改編自揚·斯特勞瑟（英语：Jan Struther）在報紙專欄連載的人物《米尼佛夫人（英语：Mrs. Miniver (character)）》
  - 《魔影袭人来（英语：49th Parallel (film)）》（49th Parallel）– 罗德尼·阿克兰（英语：Rodney Ackland）和艾默利·普萊斯柏格，改編自艾默利·普萊斯柏格的小說
  - 《城中頭條》（The Talk of the Town）– 西德尼·布赫曼（英语：Sidney Buchman）和欧文·肖（英语：Irwin Shaw），改編自西德尼·哈蒙（英语：Sidney Harmon）
  - 《鸳梦重温（英语：Random Harvest (film)）》（Random Harvest）–  乔治·福罗索（英语：George Froeschel）、詹姆斯·希爾頓、克劳狄·韦斯特（英语：Claudine West）和亚瑟·威佩里斯（英语：Arthur Wimperis），改編自詹姆斯·希爾頓的小說
  - 《洋基的驕傲》（The Pride of the Yankees）– 赫尔曼·J·曼凯维奇（英语：Herman J. Mankiewicz）和乔·斯威灵（英语：Jo Swerling），改編自保羅·葛里克的小說

1943 （第16屆）
- 《北非谍影》（Casablanca）– 朱留斯·J·艾普斯坦（英语：Julius J. Epstein）、菲利普·G·艾普斯坦（英语：Philip G. Epstein）和霍华德·科赫（英语：Howard Koch (screenwriter)），改編自瓊·艾莉森和莫瑞·柏奈特的舞台劇《大家都來瑞克酒吧（英语：Everybody Comes to Rick's）》
  - 《保卫莱茵河》（Watch on the Rhine）– 達許·漢密特，改編自丽莲·海尔曼的舞台劇
  - 《神圣婚姻（英语：Holy Matrimony (1943 film)）》（Holy Matrimony）– 耐利·约翰逊（英语：Nunnally Johnson），改編自阿諾德·貝內特的小說《活埋》(Buried Alive)
  - 《房东小姐》（The More the Merrier）– 理查德·弗卢努瓦、路易斯·R·弗雷斯特（英语：Lewis R. Foster）、弗兰克·罗斯（英语：Frank Ross (producer)）和罗伯特·W·罗素（英语：Robert W. Russell），改編自弗兰克·罗斯（英语：Frank Ross (producer)）和罗伯特·W·罗素（英语：Robert W. Russell）的小說
  - 《聖女之歌》（The Song of Bernadette）– 佐治·薛頓，改編自法蘭茲·威爾佛的小說

1944 （第17屆）
- 《與我同行》（Going My Way）– 弗蘭克·巴特勒（英语：Frank Butler (writer)）和法蘭克·卡維特，改編自李歐·麥卡瑞的小說
  - 《雙重賠償》（Double Indemnity）– 雷蒙·錢德勒和比利·怀尔德，改編自詹姆斯·凱恩的小說《雙重賠償（英语：Double Indemnity (novel)）》
  - 《煤氣燈下》（Gaslight）– 約翰·鮑爾德斯頓（英语：John L. Balderston），沃爾特·瑞奇（英语：Walter Reisch）和約翰·范·德魯頓（英语：John Van Druten），改編自派崔克·漢密爾頓（英语：Patrick Hamilton (writer)）的舞台劇《煤氣燈下（英语：Gas Light）》
  - 《羅娜秘記》（Laura）– 傑·德拉特勒（英语：Jay Dratler），薩繆爾·霍芬斯坦（英语：Samuel Hoffenstein）和伊莉莎白·賴因哈特（英语：Elizabeth Reinhardt），改編自维拉·卡斯帕里的小說
  - 《相逢聖路易》（Meet Me in St. Louis）– 艾爾文·布萊徹（英语：Irving Brecher）和佛瑞德·F·芬克爾霍夫（英语：Fred F. Finklehoffe），改編自莎莉·本森（英语：Sally Benson）的小說

1945 （第18屆）
- 《失去的週末》（The Lost Weekend）– 查尔斯·布拉克特（英语：Charles Brackett） 和 比利·懷德，改編自查爾斯·傑克遜（英语：Charles R. Jackson）的小說
  - 《美國大兵喬的故事》（The Story of G.I. Joe）– 利奧波德·阿特拉斯，蓋·安道（英语：Guy Endore）和菲力普·史蒂文森（英语：Philip Stevenson），改編自恩尼·派爾的小說《這是你的戰爭》(Here is Your War)及《勇敢的人》(Brave Men)
  - 《慾海情魔》（Mildred Pierce）– 羅納德·麥克道格爾（英语：Ranald MacDougall），改編自詹姆斯·凱恩的小說
  - 《海軍陸戰隊的驕傲》（Pride of the Marines）– 阿爾伯特·馬爾茲（英语：Albert Maltz），改編自羅格·巴特菲爾德的小說
  - 《布魯克林有棵樹（英语：A Tree Grows in Brooklyn (1945 film)）》（A Tree Grows in Brooklyn）– 法蘭克·戴維斯和苔絲·施萊辛格（英语：Tess Slesinger），改編自貝蒂·史密斯（英语：Betty Smith）的小說

1946 （第19屆）
- 《黃金時代》（The Best Years of Our Lives）– 罗伯特·E·舍伍德，改編自麥金利·肯托（英语：MacKinlay Kantor）的小說《我的榮耀》(Glory for Me)
  - 《安娜與暹羅王（英语：Anna and the King of Siam (film)）》（Anna and the King of Siam）– 莎莉·本森（英语：Sally Benson）和塔爾博特·詹寧斯（英语：Talbot Jennings），改編自瑪格麗特·蘭登的小說《安娜與暹羅王（英语：Anna and the King of Siam (novel)）》
  - 《相見恨晚》（Brief Encounter）– 安東尼·哈維洛克-艾倫（英语：Anthony Havelock-Allan），大衛·連和羅納德·內梅（英语：Ronald Neame），改編自諾爾·寇威爾的舞台劇《平靜生活（英语：Still Life (play)）》
  - 《繡巾蒙面盜（英语：The Killers (1946 film)）》（The Killers）– 安東尼·維勒（英语：Anthony Veiller），改編自厄尼斯特·海明威的短篇小說《殺人者》
  - 《不設防城市》（Rome, Open City）– 塞爾吉奧·阿米迪（英语：Sergio Amidei）和費德里柯·費里尼，改編自塞爾吉奧·阿米迪（英语：Sergio Amidei）和亞伯托·康西吉羅的小說

1947 （第20屆）
- 《34街的奇蹟》（Miracle on 34th Street）– 喬治·希頓，改編自瓦倫丁·戴維斯（英语：Valentine Davies）的小說
  - 《作法自斃（英语：Boomerang (1947 film)）》（Boomerang!）– 理查·墨菲（英语：Richard Murphy (screenwriter)），改編自富爾頓·歐斯勒（英语：Fulton Oursler）在讀者文摘上的文章
  - 《雙雄鬥智（英语：Crossfire (film)）》（Crossfire）– 約翰·帕克斯頓（英语：John Paxton），改編自李察·布魯克斯（英语：Richard Brooks）的小說
  - 《君子協定》（Gentleman's Agreement）– 摩斯·哈特（英语：Moss Hart），改編自勞拉·Z·霍布森（英语：Laura Z. Hobson）的小說
  - 《遠大前程》（Great Expectations）– 大衛·連，安東尼·哈維洛克-艾倫（英语：Anthony Havelock-Allan）和羅納德·內梅（英语：Ronald Neame），改編自查爾斯·狄更斯的小說《遠大前程》

1948 （第21屆）
- 《碧血金沙》（The Treasure of the Sierra Madre）– 約翰·休斯頓，改編自B·特拉文（英语：B. Traven）的小說
  - 《柏林豔史》（A Foreign Affair）– 查尔斯·布拉克特（英语：Charles Brackett），理查德·L·布里（英语：Richard L. Breen）和比利·懷德，改編自大衛·蕭的小說
  - 《心聲淚影（英语：Johnny Belinda (1948 film)）》（Johnny Belinda）– 亞倫·文森和伊尔玛·冯·库贝（英语：Irma von Cube），改編自埃爾默·布蘭妮·哈里斯（英语：Elmer Blaney Harris）的舞台劇
  - 《亂世孤雛》（The Search）– 理查德 史威澤（英语：Richard Schweizer）和大衛·韋斯勒（原創劇本）
  - 《蛇穴》（The Snake Pit）– 美倫·布蘭德（英语：Millen Brand）和弗蘭克·帕托斯（英语：Frank Partos），改編自瑪莉·珍妮·沃德（英语：Mary Jane Ward）的小說

1949 （第22屆）
- 《三妻艷史》（A Letter to Three Wives）– 約瑟夫·孟威茲，改編自約翰·克萊普納的小說
  - 《當代奸雄》（All the King's Men）– 罗伯特·罗森，改編自罗伯特·佩恩·沃伦的小說
  - 《單車失竊記》（Ladri di biciclette）– 賽薩·薩瓦提尼（英语：Cesare Zavattini），改編自路易吉·巴托里尼（英语：Luigi Bartolini）的小說
  - 《奪得錦標歸（英语：Champion (1949 film)）》（Champion ）– 卡爾·福門（英语：Carl Foreman），改編自瑞因·拉德納（英语：Ring Lardner）的小說
  - 《墮落的偶像》（The Fallen Idol）– 格雷厄姆·格林，改編自他的小說

## 1950年代
1950 （第23屆）
- 《彗星美人》（All About Eve）– 約瑟夫·孟威茲，改編自瑪麗·奧爾的小說《伊芙的智慧》(The Wisdom of Eve)
  - 《夜闌人未靜》（The Asphalt Jungle）– 約翰·休斯頓和班·瑪多（英语：Ben Maddow），改編自W·R·博內特（英语：W. R. Burnett）的小說
  - 《絳帳海堂春》（Born Yesterday）– 亞伯特·曼海默（英语：Albert Mannheimer），改編自加森·卡寧（英语：Garson Kanin）的舞台劇
  - 《折箭為盟（英语：Broken Arrow (1950 film)）》（Broken Arrow）– 阿爾伯特·馬爾茲（英语：Albert Maltz），改編自埃利奧特·阿諾德（英语：Elliott Arnold）的小說
  - 《玉女于飛（英语：Father of the Bride (1950 film)）》（Father of the Bride）– 弗朗西絲·古德里奇（英语：Frances Goodrich）和艾伯特·哈克特（英语：Albert Hackett），改編自艾華·施里特（英语：Edward Streeter）的小說

1951 （第24屆）
- 《郎心如鐵》（A Place in the Sun）– 哈里·布朗（英语：Harry Brown (writer)）和邁克爾·威爾遜（英语：Michael Wilson (writer)），改編自西奧多·德萊賽的小說《美國的悲劇》及派翠克·柯爾尼（英语：Patrick Kearney (playwright)）改編的舞台劇
  - 《非洲皇后》（The African Queen）– 詹姆斯·艾吉和約翰·休斯頓，改編自C·S·佛斯特的小說
  - 《大偵探故事（英语：Detective Story (1951 film)）》（Detective Story）– 羅伯特·威勒（英语：Robert Wyler）和菲利普·約丹（英语：Philip Yordan），改編自西德尼·金斯利（英语：Sidney Kingsley）的舞台劇
  - 《輪舞》（La Ronde）– 賈克·納坦森（英语：Jacques Natanson）和馬克思·歐弗斯，改編自亞瑟·史尼茲勒的舞台劇
  - 《慾望街車》（A Streetcar Named Desire）– 田納西·威廉斯，改編自他的舞台劇

1952 （第25屆）
- 《玉女奇男》（The Bad and the Beautiful）– 查爾斯·施奈（英语：Charles Schnee），改編自喬治·布拉索（英语：George Bradshaw (writer)）的小說
  - 《五指》（5 Fingers）– 邁克爾·威爾遜（英语：Michael Wilson (writer)），改編自路德維希·卡爾·莫伊茲施（英语：Ludwig Carl Moyzisch）的小說
  - 《日正當中》（High Noon）– 卡爾·福門（英语：Carl Foreman），改編自約翰·康寧漢的小說
  - 《白衣男子》（The Man in the White Suit）– 約翰·戴頓（英语：John Dighton）、亞歷山大·麥肯德里克和羅格·麥克杜格（英语：Roger MacDougall），改編自羅格·麥克杜格（英语：Roger MacDougall）的舞台劇
  - 《蓬門今始為君開》（The Quiet Man）– 法蘭克·紐根特（英语：Frank Nugent），改編自莫里斯·沃爾什（英语：Maurice Walsh）的小說

1953 （第26屆）
- 《亂世忠魂》（From Here to Eternity）– 丹尼爾·塔拉達什（英语：Daniel Taradash），改編自詹姆斯·瓊斯的小說
  - 《滄海無情（英语：The Cruel Sea (1953 film)）》（The Cruel Sea）– 埃里克·安布勒（英语：Eric Ambler），改編自尼古拉斯·蒙薩拉特（英语：Nicholas Monsarrat）的小說
  - 《孤鳳奇緣》（Lili）– 海倫·多伊奇（英语：Helen Deutsch），改編自保羅·葛里克的小說
  - 《羅馬假期》（Roman Holiday）– 約翰·戴頓（英语：John Dighton）和伊安·麥克萊倫·亨特（英语：Ian McLellan Hunter），改編自达尔顿·特朗勃的小說
  - 《原野奇俠》（Shane）– A.B.小格思里（英语：A. B. Guthrie Jr.），改編自傑克·謝弗（英语：Jack Schaefer）的小說

1954 （第27屆）
- 《蓬門淑女》（The Country Girl）– 佐治·薛頓，改編自克利福德·奧德斯（英语：Clifford Odets）的舞台劇
  - 《叛艦喋血》（The Caine Mutiny）– 史丹利·羅勃茲（英语：Stanley Roberts (screenwriter)），改編自赫爾曼·沃克的小說
  - 《後窗》（Rear Window）– 約翰·米高·海斯（英语：John Michael Hayes），改編自康奈爾·伍里奇的小說《那是謀殺》(It Had to Be Murder)
  - 《龍鳳配》（Sabrina）– 恩斯特·雷曼（英语：Ernest Lehman）、森姆·A·泰勒（英语：Samuel A. Taylor）和比利·懷德，改編自森姆·A·泰勒（英语：Samuel A. Taylor）的小說
  - 《脂粉七雄》（Seven Brides for Seven Brothers）– 法蘭西絲·古德利屈（英语：Frances Goodrich）、亞伯特·哈基（英语：Albert Hackett）和桃樂絲·金斯利（英语：Dorothy Kingsley），改編自史蒂芬·文森特·本納特（英语：Stephen Vincent Benét）的小說

1955 （第28屆）
- 《君子好逑》（Marty）– 帕迪·查耶夫斯基，改編自他的廣播劇
  - 《黑岩喋血记》（Bad Day at Black Rock）– 米拉德·考夫曼（英语：Millard Kaufman），改編自赫爾曼·沃克的小說
  - 《黑板丛林》（Blackboard Jungle）– 理查德·布鲁克斯（英语：Richard Brooks），改編自伊凡·亨特的小說
  - 《天倫夢覺（英语：East of Eden (film)）》（East of Eden）– 保罗·奥斯本（英语：Paul Osborn），改編自約翰·史坦貝克的小說《伊甸之東》
  - 《琵琶怨（英语：Love Me or Leave Me (film)）》（Love Me or Leave Me）– 丹尼尔·富克斯（英语：Daniel Fuchs）和艾索比尔·伦纳特（英语：Isobel Lennart），改編自丹尼尔·富克斯（英语：Daniel Fuchs）的小說

1956 （第29屆）
- 《環遊世界八十天》（Around the World in 80 Days）– 詹姆斯·坡（英语：James Poe）、约翰·法罗（英语：John Farrow）和S·J·佩雷尔曼（英语：S. J. Perelman），改編自朱爾·凡爾納的小說《環遊世界八十天》
  - 《娇娃春情》（Baby Doll）– 田纳西·威廉斯，改編自他的舞台劇
  - 《四海一家（英语：Friendly Persuasion (1956 film)）》（Friendly Persuasion）– 迈克尔·威尔逊（英语：Michael Wilson (writer)），改編自傑西文·韋斯特（英语：Jessamyn West (writer)）的小說
  - 《巨人》（Giant）– 伊凡·莫法特（英语：Ivan Moffat）和弗雷德·古奥尔（英语：Fred Guiol），改編自埃德娜·費伯的小說
  - 《梵谷传》（Lust for Life）– 诺曼·科温（英语：Norman Corwin），改編自歐文·斯通的小說

1957 （第30屆）
- 《桂河大桥》（The Bridge on the River Kwai）– 彼埃尔·布勒、卡尔·福门（英语：Carl Foreman）和迈克尔·威尔逊（英语：Michael Wilson (writer)），改編自彼埃尔·布勒的小說
  - 《十二怒汉》（12 Angry Men）– 雷吉诺德·罗斯（英语：Reginald Rose），改編自他的廣播劇
  - 《冷暖人间（英语：Peyton Place (film)）》（Peyton Place）– 约翰·迈克尔·海耶斯（英语：John Michael Hayes），改編自葛莉絲·梅塔利奧斯（英语：Grace Metalious）的小說
  - 《樱花恋》（Sayonara）– 保罗·奥斯本（英语：Paul Osborn），改編自詹姆斯·米奇納（英语：James A. Michener）的小說
  - 《荒岛仙窟日月情》（Heaven Knows, Mr. Allison）– 约翰·李·马兴（英语：John Lee Mahin）和约翰·休斯顿，改編自查爾斯·蕭（英语：Charles Shaw (writer)）的小說

1958 （第31屆）
- 《金粉世界》（Gigi）– 艾倫·傑伊·勒納（英语：Alan Jay Lerner），改編自科萊特的小說
  - 《朱门巧妇》（Cat on a Hot Tin Roof）– 李察·布魯克斯（英语：Richard Brooks）和詹姆斯·坡（英语：James Poe），改編自田纳西·威廉斯的舞台劇《熱鐵皮屋頂上的貓》
  - 《我要活下去》（I Want to Live!）– 納爾遜·吉丁（英语：Nelson Gidding）和丹·曼凯维奇（英语：Don Mankiewicz），改編自艾德華·S·蒙哥馬利（英语：Edward S. Montgomery）的文章和芭芭拉·格雷厄姆（英语：Barbara Graham）的信件
  - 《鸳鸯谱（英语：Separate Tables (film)）》（Separate Tables）– 約翰·蓋伊和泰倫斯·拉提根（英语：Terence Rattigan），改編自泰倫斯·拉提根（英语：Terence Rattigan）的舞台劇
  - 《财星高照（英语：The Horse's Mouth (film)）》（The Horse's Mouth）– 亞歷·堅尼斯，改編自喬伊斯·嘉里（英语：Joyce Cary）的小說

1959 （第32屆）
- 《金屋泪（英语：Room at the Top (1959 film)）》（Room at the Top）– 尼爾·派特森（英语：Neil Paterson (writer)），改編自約翰·布萊恩（英语：John Braine）的小說
  - 《桃色血案》（Anatomy of a Murder）– 溫德爾·梅斯（英语：Wendell Mayes），改編自約翰·D·沃爾科（英语：John D. Voelker）的小說
  - 《賓漢》（Ben-Hur）– 卡爾·特恩伯格（英语：Karl Tunberg），改編自盧·華萊士的小說《賓漢：基督的故事》
  - 《熱情如火》（Some Like It Hot）– I·A·L·戴蒙德（英语：I. A. L. Diamond）和比利·懷德，改編自麥克·羅跟和羅伯特·特倫（英语：Robert Thoeren）的小說
  - 《修女传》（The Nun's Story）– 羅拔·活拉夫·安達臣，改編自凱瑟琳·休爾姆（英语：Kathryn Hulme）的小說

## 1960年代
1960 （第33屆）
- 《孽海痴魂（英语：Elmer Gantry (film)）》（Elmer Gantry）– 李察·布魯克斯（英语：Richard Brooks），改編自辛克萊·路易斯的同名小說
  - 《风的传人（英语：Inherit the Wind (1960 film)）》（Inherit the Wind）– 哈羅德·雅各布·史密斯（英语：Harold Jacob Smith）和內德里克·楊（英语：Nedrick Young），改編自傑羅姆·勞倫斯（英语：Jerome Lawrence）和羅伯特·E·李的舞台劇
  - 《兒子與情人（英语：Sons and Lovers (film)）》（Sons and Lovers）– T·E·B·克拉克（英语：T. E. B. Clarke）和加文·蘭伯特（英语：Gavin Lambert），改編自大衛·赫伯特·勞倫斯的小說《兒子與情人》
  - 《夕阳西下》（The Sundowners）– 艾索比爾·倫納特（英语：Isobel Lennart），改編自喬恩·克利里（英语：Jon Cleary）的小說
  - 《鼓笛震军魂》（Tunes of Glory）– 詹姆斯·肯納韋（英语：James Kennaway），改編自他的小說

1961 （第34屆）
- 《纽伦堡的审判》（Judgment at Nuremberg）– 艾比·曼（英语：Abby Mann），改編自他的電視劇
  - 《西城故事》（West Side Story）– 恩斯特·萊赫曼（英语：Ernest Lehman），改編自亞瑟・勞倫茲（英语：Arthur Laurents）的舞台劇
  - 《第凡內早餐》（Breakfast at Tiffany's）– 喬治·阿克塞爾羅德（英语：George Axelrod），改編自楚門·柯波帝的小說《第凡內早餐》
  - 《纳瓦隆大炮》（The Guns of Navarone）– 卡爾·福門（英语：Carl Foreman），改編自阿利斯泰爾·麥克林的小說
  - 《江湖浪子》（The Hustler）– 西德尼·卡羅爾（英语：Sidney Carroll）和罗伯特·罗森，改編自沃爾特·特維斯的小說

1962 （第35屆）
- 《梅岡城故事》（To Kill a Mockingbird）– 霍頓·福特（英语：Horton Foote），改編自哈波·李的小說《梅岡城故事》
  - 《阿拉伯的劳伦斯》（Lawrence of Arabia）– 羅伯特·鮑特（英语：Robert Bolt）和邁克爾·威爾遜（英语：Michael Wilson (writer)），改編自湯瑪斯·愛德華·勞倫斯的生平及書信
  - 《海倫凱勒（英语：The Miracle Worker (film)）》（The Miracle Worker）– 威廉·吉伯森（英语：William Gibson (playwright)），改編自他的舞台劇
  - 《一樹梨花壓海棠》（Lolita）– 弗拉基米爾·弗拉基米羅維奇·納博科夫，改編自他的小說《蘿莉塔》
  - 《大卫与丽莎》（David and Lisa）– 愛蓮娜·佩里（英语：Eleanor Perry），改編自西奧多·艾薩克·魯賓（英语：Theodore Isaac Rubin）的小說

1963 （第36屆）
- 《汤姆·琼斯》（Tom Jones）– 約翰·歐斯本（英语：John Osborne），改編自亨利·菲爾丁的小說《湯姆·瓊斯》
  - 《原野百合花》（Lilies of the Field）– 詹姆斯·坡（英语：James Poe），改編自威廉·埃德蒙·巴瑞特（英语：William Edmund Barrett）的小說
  - 《纽曼军医》（Captain Newman, M.D.）– 理查德·L·布里（英语：Richard L. Breen）、亨利·艾芙隆和菲比·艾芙隆，改編自利奧·羅斯滕（英语：Leo Rosten）的小說
  - 《原野铁汉（英语：Hud (1963 film)）》（Hud）– 小哈瑞特·弗蘭克（英语：Harriet Frank Jr.）和歐文·拉夫奇（英语：Irving Ravetch），改編自賴瑞·麥可莫特瑞（英语：Larry McMurtry）的小說
  - 《花落莺啼春》（Sundays and Cybele）– 塞爾日·布吉尼翁（英语：Serge Bourguignon）和安東尼·圖達爾，改編自贝尔纳·埃沙塞里奥的小說

1964 （第37屆）
- 《雄霸天下（英语：Becket (1964 film)）》（Becket）– 愛德華·安哈爾特（英语：Edward Anhalt），改編自尚·阿諾伊的舞台劇
  - 《希腊佐巴（英语：Zorba the Greek (film)）》（Zorba the Greek）– 邁克爾·卡柯揚尼斯（英语：Michael Cacoyannis），改編自尼可斯·卡山札基的小說《希臘左巴》
  - 《奇爱博士》（Dr. Strangelove）– 史丹利·庫柏力克、彼得·喬治（英语：Peter George (author)）和特里·索澤恩（英语：Terry Southern），改編自彼得·喬治（英语：Peter George (author)）的小說《紅色警戒（英语：Red Alert (novel)）》
  - 《歡樂滿人間》（Mary Poppins）– 唐·達格拉迪（英语：Don DaGradi）和比爾·沃爾什（英语：Bill Walsh (producer)），改編自P·L·崔佛斯的童書系列作《瑪麗·包萍》
  - 《窈窕淑女》（My Fair Lady）– 艾倫·傑伊·勒納（英语：Alan Jay Lerner），改編自他的音樂劇

1965 （第38屆）
- 《齊瓦哥醫生》（Doctor Zhivago）– 羅伯特·鮑特（英语：Robert Bolt），改編自鮑里斯·巴斯特納克的小說《齊瓦哥醫生》
  - 《一千个小丑（英语：A Thousand Clowns (film)）》（A Thousand Clowns）– 赫伯·加德納（英语：Herb Gardner），改編自他的舞台劇
  - 《狼城脂粉侠》（Cat Ballou）– 華特·紐曼（英语：Walter Newman）和弗蘭克·皮爾森，改編自羅伊·尚斯勒的小說
  - 《愚人船》（Ship of Fools）– 艾比·曼（英语：Abby Mann），改編自凱薩琳·安·波特的小說
  - 《蝴蝶春梦（英语：The Collector (1965 film)）》（The Collector）– 約翰·科恩（英语：John Kohn）和斯坦利·曼恩（英语：Stanley Mann），改編自約翰·福爾斯的小說《蝴蝶春夢》

1966 （第39屆）
- 《良相佐国》（A Man for All Seasons）– 羅伯特·鮑特（英语：Robert Bolt），改編自他的舞台劇
  - 《阿飛外傳》（Alfie）– 比爾·那頓（英语：Bill Naughton），改編自他的舞台劇
  - 《真情荒野》（The Professionals）– 李察·布魯克斯（英语：Richard Brooks），改編自法蘭克·奧弗克（英语：Frank O'Rourke）的小說
  - 《蘇聯潛艇大鬧美國》（The Russians Are Coming, the Russians Are Coming）– 威廉·羅斯，改編自納撒尼爾·本奇利（英语：Nathaniel Benchley）的小說
  - 《靈慾春宵》（Who's Afraid of Virginia Woolf?）– 恩斯特·萊赫曼（英语：Ernest Lehman），改編自愛德華·阿爾比的小說

1967 （第40屆）
- 《惡夜追緝令》（In the Heat of the Night）– 史泰靈·薛立芬（英语：Stirling Silliphant），改編自約翰·博爾（英语：John Ball (novelist)）的小說
  - 《铁窗喋血》（Cool Hand Luke）– 唐·皮爾斯（英语：Donn Pearce）和弗蘭克·皮爾森，改編自唐·皮爾斯（英语：Donn Pearce）的舞台劇
  - 《毕业生》（The Graduate）– 巴克·亨利和考爾德·威林翰（英语：Calder Willingham），改編自查爾斯·韋博（英语：Charles Webb (author)）的小說
  - 《冷血（英语：In Cold Blood (film)）》（In Cold Blood）– 李察·布魯克斯（英语：Richard Brooks），改編自楚門·柯波帝的小說《冷血》
  - 《尤利西斯（英语：Ulysses (1967 film)）》（Ulysses）– 佛瑞德·海因斯（英语：Fred Haines）和約瑟·斯特里克（英语：Joseph Strick），改編自詹姆斯·喬伊斯的小說《尤利西斯》

1968 （第41屆）
- 《冬狮》（The Lion in Winter）– 詹姆斯·戈德曼（英语：James Goldman），改編自他的舞台劇
  - 《孤雛淚》（Oliver!）– 維儂·哈里斯（英语：Vernon Harris），改編自利昂內爾·巴特（英语：Lionel Bart）的音樂劇
  - 《失嬰記》（Rosemary's Baby）– 羅曼·波蘭斯基，改編自艾拉·萊文的小說
  - 《单身公寓》（The Odd Couple）– 尼爾·賽門，改編自他的舞台劇
  - 《巧妇怨》（Rachel, Rachel）– 斯圖亞特·斯登（英语：Stewart Stern），改編自瑪格麗特·勞倫斯的小說

1969 （第42屆）
- 《午夜牛郎》（Midnight Cowboy）– 沃爾多·沙特（英语：Waldo Salt），改編自詹姆士·李歐·赫林漢（英语：James Leo Herlihy）的小說
  - 《安妮的一千日》（Anne of the Thousand Days）– 布麗奇特·波蘭德（英语：Bridget Boland）、約翰·海爾和理查德·索科洛夫，改編自馬克斯韋爾·安德森（英语：Maxwell Anderson）的舞台劇
  - 《花落遺恨天（英语：Goodbye, Columbus (film)）》（Goodbye, Columbus）– 阿諾德·舒爾曼（英语：Arnold Schulman），改編自菲利普·羅斯的小說
  - 《射马记》（They Shoot Horses, Don't They?）– 詹姆斯·坡（英语：James Poe）和羅伯特·E·湯普森（英语：Robert E. Thompson (screenwriter)），改編自何芮斯·麥考伊（英语：Horace McCoy）的小說
  - 《大風暴》（Z）– 科斯塔·加夫拉斯和豪爾赫·森普倫，改編自瓦西里斯·瓦西里科斯（英语：Vassilis Vassilikos）的小說

## 1970年代
1970 （第43屆）
- 《外科醫生》（M*A*S*H）– 林·拉德納（英语：Ring Lardner Jr.），改編自理查·胡克（英语：Richard Hooker (author)）的小說《MASH：關於三位陸軍醫生的小說（英语：MASH: A Novel About Three Army Doctors）》
  - 《国际机场》（Airport）– 喬治·希頓，改編自阿瑟·黑利的小說
  - 《愛情遊戲》（Lovers and Other Strangers）– 約瑟夫·博洛尼亞（英语：Joseph Bologna）、大衛·澤拉格·古德曼（英语：David Zelag Goodman）和芮妮・泰勒（英语：Renée Taylor），改編自約瑟夫·博洛尼亞和芮妮・泰勒的舞台劇
  - 《我不为父歌唱》（I Never Sang for My Father）– 羅拔·活拉夫·安達臣，改編自他的舞台劇
  - 《戀愛中的女人（英语：Women in Love (film)）》（Women in Love）– 拉里·克萊默，改編自大衛·赫伯特·勞倫斯的小說《戀愛中的女人》

1971 （第44屆）
- 《霹靂神探》（The French Connection）– 歐內斯特・泰迪曼（英语：Ernest Tidyman），改編自羅賓・摩爾（英语：Robin Moore）的小說
  - 《发条橘子》（A Clockwork Orange）– 史丹利·庫柏力克，改編自安東尼·伯吉斯的小說《發條橘子》
  - 《同流者（英语：The Conformist (film)）》（The Conformist）– 柏納多·貝托魯奇，改編自阿爾貝托·莫拉維亞的小說
  - 《费尼兹花园（英语：The Garden of the Finzi-Continis (film)）》（The Garden of the Finzi-Continis）– 维托里奥·博尼切利和烏戈·皮爾羅（英语：Ugo Pirro），改編自喬治·巴薩尼（英语：Giorgio Bassani）的小說
  - 《最后一场电影》（The Last Picture Show）– 彼得·博格達諾維奇（英语：Peter Bogdanovich）和賴瑞·麥可莫特瑞（英语：Larry McMurtry），改編自賴瑞·麥可莫特瑞的小說

1972 （第45屆）
- 《教父》（The Godfather）– 法蘭西斯·柯波拉和馬里奧·普佐，改編自馬里奧·普佐的小說《教父》
  - 《酒店》（Cabaret）– 傑·普列松·阿倫（英语：Jay Presson Allen），改編自喬·馬斯特洛夫（英语：Joe Masteroff）的音樂劇《歌廳》
  - 《大移民（英语：The Emigrants (film)）》（The Emigrants）– 本特·福斯隆德（英语：Bengt Forslund）和揚·特洛爾，改編自維爾海姆·莫伯格（英语：Vilhelm Moberg）的小說
  - 《冤家宜结不宜解》（Pete 'n' Tillie）– 朱利葉斯·J·愛普斯坦（英语：Julius J. Epstein），改編自彼得·德·弗里斯（英语：Peter De Vries）的小說
  - 《儿子离家时（英语：Sounder (film)）》（Sounder）– 朗恩·埃爾德三世（英语：Lonne Elder III），改編自威廉·H·阿姆斯壯（英语：William H. Armstrong）的小說

1973 （第46屆）
- 《大法師》（The Exorcist）– 威廉·彼得·布拉蒂，改編自他的小說
  - 《最后行動》（The Last Detail）– 羅伯特·唐尼，改編自達瑞爾·波尼奇（英语：Darryl Ponicsan）的小說
  - 《力爭上游（英语：The Paper Chase (film)）》（The Paper Chase）– 詹姆斯·布里奇斯（英语：James Bridges），改編自小約翰·傑伊·奧斯本（英语：John Jay Osborn Jr.）的小說
  - 《纸月亮》（Paper Moon）– 阿爾文·薩金特（英语：Alvin Sargent），改編自喬·大衛·布朗（英语：Joe David Brown）的小說
  - 《衝突》（Serpico）– 沃爾多·沙特（英语：Waldo Salt）和諾曼·韋克斯勒（英语：Norman Wexler），改編自彼得·馬斯（英语：Peter Maas）的小說

1974 （第47屆）
- 《教父II》（The Godfather Part II）– 法蘭西斯·柯波拉和馬里奧·普佐，改編自馬里奧·普佐的小說《教父》
  - 《学徒》（The Apprenticeship of Duddy Kravitz）– 摩迪凱·里希勒（英语：Mordecai Richler）和利昂內爾·崔特溫德（英语：Lionel Chetwynd），改編自摩迪凱·里希勒（英语：Mordecai Richler）的小說
  - 《連尼（英语：Lenny (film)）》（Lenny）– 朱利安·貝瑞（英语：Julian Barry），改編自他的舞台劇
  - 《東方快車謀殺案》（Murder on the Orient Express）– 保羅·德恩（英语：Paul Dehn），改編自阿嘉莎·克莉絲蒂的小說《東方快車謀殺案》
  - 《新科学怪人》（Young Frankenstein）– 梅爾·布魯克斯和金·懷德，改編自瑪麗·雪萊的小說《科學怪人》

1975 （第48屆）
- 《飛越杜鵑窩》（One Flew Over the Cuckoo's Nest）– 波·戈爾德曼（英语：Bo Goldman）和勞倫斯·霍本（英语：Lawrence Hauben），改編自肯·克西的小說
  - 《亂世兒女》（Barry Lyndon）– 史丹利·庫柏力克，改編自威廉·梅克比斯·薩克萊的小說
  - 《大戰巴墟卡》（The Man Who Would Be King）– 格拉德斯·希爾（英语：Gladys Hill）和約翰·休斯頓，改編自魯德亞德·吉卜林的小說
  - 《女人香》（Profumo di donna）– 羅傑·馬卡利（英语：Ruggero Maccari）和迪諾·里西，改編自喬瓦尼·阿皮諾（英语：Giovanni Arpino）的小說
  - 《阳光小子（英语：The Sunshine Boys (1975 film)）》（The Sunshine Boys）– 尼爾·賽門，改編自他的舞台劇

1976 （第49屆）
- 《大陰謀》（All the President's Men）– 威廉·戈德曼，改編自卡爾·伯恩斯坦和鲍勃·伍德沃德的著作《總統的人馬》
  - 《光榮之路（英语：Bound for Glory (1976 film)）》（Bound for Glory）– 羅伯特·格恰爾（英语：Robert Getchell），改編自伍迪·蓋瑟瑞的自傳
  - 《卡萨诺瓦》（Fellini's Casanova）– 費德里柯·費里尼和貝納迪諾・扎朋尼（英语：Bernardino Zapponi），改編自贾科莫·卡萨诺瓦的自傳
  - 《百分之七的溶液（英语：The Seven-Per-Cent Solution (film)）》（The Seven-Per-Cent Solution）– 尼可拉斯·梅耶，改編自他的小說
  - 《苦海余生》（Voyage of the Damned）– 大衛·巴特勒（英语：David Butler (screenwriter)）和史特夫·沙根（英语：Steve Shagan），改編自戈登·湯瑪斯（英语：Gordon Thomas (author)）和麥克斯·摩根·威茨（英语：Max Morgan-Witts）的小說

1977 （第50屆）
- 《茱莉亞》（Julia）– 阿爾文·薩金特（英语：Alvin Sargent），改編自麗蓮·海爾曼的小說《彭蒂蒙托：肖像書（英语：Pentimento: A Book of Portraits）》
  - 《恋马狂（英语：Equus (film)）》（Equus）– 彼得·謝弗，改編自他的舞台劇
  - 《未曾許諾的玫瑰園（英语：I Never Promised You a Rose Garden (film)）》（I Never Promised You a Rose Garden）– 路易士·約翰·卡連諾（英语：Lewis John Carlino）和加文·蘭伯特（英语：Gavin Lambert），改編自瓊安·葛林柏的小說
  - 《噢，上帝！（英语：Oh, God! (film)）》（Oh, God!）– 拉瑞·吉爾巴特（英语：Larry Gelbart），改編自艾弗瑞·科曼（英语：Avery Corman）的小說
  - 《朦胧的欲望》（That Obscure Object of Desire）– 路易斯·布紐爾和让-克洛德·卡里埃，改編自皮耶·路易斯的小說

1978 （第51屆）
- 《午夜快车》（Midnight Express）– 奧利佛·史東，改編自比利·海斯（英语：Billy Hayes (writer)）和威廉·賀佛爾的著作
  - 《亲兄弟（英语：Bloodbrothers (1978 film)）》（Bloodbrothers）– 華特·紐曼（英语：Walter Newman (screenwriter)），改編自理查德·普萊斯的小說
  - 《加州套房（英语：California Suite (film)）》（California Suite）– 尼爾·賽門，改編自他的舞台劇
  - 《上錯天堂投錯胎（英语：Heaven Can Wait (1978 film)）》（Heaven Can Wait）– 華倫·比提和伊萊恩·梅，改編自哈里·西格爾（英语：Harry Segall）的舞台劇
  - 《明年此时（英语：Same Time, Next Year (film)）》（Same Time, Next Year）– 伯納德·斯萊德（英语：Bernard Slade），改編自他的舞台劇

1979 （第52屆）
- 《克拉瑪對克拉瑪》（Kramer vs. Kramer）– 罗伯特·本顿，改編自艾弗瑞·科曼（英语：Avery Corman）的同名小說
  - 《现代启示录》（Apocalypse Now）– 法蘭西斯·柯波拉和約翰·米利厄斯，改編自約瑟夫·康拉德的小說《黑暗的心》
  - 《一笼傻鸟》（La Cage aux Folles）– 馬賽羅·達農、埃德沃德·莫利納羅（英语：Édouard Molinaro）、吉恩·普雷特（英语：Jean Poiret）和法蘭西斯·韋伯（英语：Francis Veber），改編自吉恩·普雷特（英语：Jean Poiret）的舞台劇
  - 《情定日落桥》（A Little Romance）– 艾倫·伯恩斯（英语：Allan Burns），改編自克勞德·克洛茨（英语：Patrick Cauvin）的小說
  - 《诺玛·蕾》（Norma Rae）– 小哈瑞特·弗蘭克（英语：Harriet Frank Jr.）和歐文·拉夫奇（英语：Irving Ravetch），改編自漢克·雷夫曼的著作

## 1980年代
1980 （第53屆）
- 《凡夫俗子》（Ordinary People）– 阿爾文·薩金特（英语：Alvin Sargent），改編自茱蒂絲·格斯特（英语：Judith Guest）的同名小說
  - 《烈血焚城（英语：Breaker Morant (film)）》（Breaker Morant）– 布魯斯·貝爾斯福德（英语：Bruce Beresford）、喬納森·哈迪（英语：Jonathan Hardy）和大衛·史蒂文斯（英语：David Stevens (screenwriter)），改編自肯尼斯·G·羅斯（英语：Kenneth G. Ross）的舞台劇
  - 《矿工的女儿（英语：Coal Miner's Daughter (film)）》（Coal Miner's Daughter）– 湯瑪斯·瑞克曼（英语：Thomas Rickman (writer)），改編自洛麗泰·林恩（英语：Loretta Lynn）和喬治·維西（英语：George Vecsey）的著作
  - 《象人》（The Elephant Man）– 埃里克·貝格雷（英语：Eric Bergren）、克里斯多福·德·沃爾和大衛·林區，改編自弗雷德裏克·特雷弗斯（英语：Sir Frederick Treves, 1st Baronet）及阿什利·蒙塔古的兩本著作
  - 《特技杀人狂》（The Stunt Man）– 勞倫斯·B·馬庫斯和理查德·拉什，改編自保羅·布洛德爾（英语：Paul Brodeur）的小說

1981 （第54屆）
- 《金池塘》（On Golden Pond）– 歐內斯特·湯普森（英语：Ernest Thompson），改編自他的舞台劇
  - 《法国中尉的女人》（The French Lieutenant's Woman）– 哈羅德·品特，改編自約翰·福爾斯的小說《法国中尉的女人》
  - 《天降財神（英语：Pennies from Heaven (1981 film)）》（Pennies from Heaven）– 丹尼斯·波特（英语：Dennis Potter），改編自他的電視劇
  - 《城市王子》（Prince of the City）– 傑·普列松·阿倫（英语：Jay Presson Allen）和薛尼·盧梅，改編自羅伯特·達利（英语：Robert Daley）的小說
  - 《爵士年代》（Ragtime）– 邁克爾·韋勒（英语：Michael Weller），改編自E·L·多克托羅的小說

1982 （第55屆）
- 《失蹤（英语：Missing (1982 film)）》（Missing）– 科斯塔·加夫拉斯和唐納德·E·史都華（英语：Donald E. Stewart），改編自湯瑪斯·豪澤爾（英语：Thomas Hauser）的著作
  - 《从海底出击》（Das Boot）– 沃尔夫冈·彼得森，改編自洛塔-君特·布赫海姆（英语：Lothar-Günther Buchheim）的小說
  - 《蘇菲亞的選擇》（Sophie's Choice）– 艾倫·帕庫拉，改編自威廉·斯蒂隆（英语：William Styron）的電視劇
  - 《大审判》（The Verdict）– 大衛·馬梅（英语：David Mamet），改編自貝瑞·里德（英语：Barry Reed (author)）的小說
  - 《雌雄莫辩》（Victor/Victoria）– 布萊克·愛德華，改編自萊恩霍德・施澤爾（英语：Reinhold Schünzel）於1933年拍攝的電影

1983 （第56屆）
- 《親密關係》（Terms of Endearment）– 詹姆斯·L·布鲁克斯，改編自賴瑞·麥可莫特瑞（英语：Larry McMurtry）的同名小說
  - 《危险女人心（英语：Betrayal (1983 film)）》（Betrayal）– 哈羅德·品特，改編自他的舞台劇
  - 《化妆师（英语：The Dresser (1983 film)）》（The Dresser）– 羅納德·哈伍德，改編自他的舞台劇
  - 《凡夫俗女（英语：Educating Rita (film)）》（Educating Rita）– 威利·拉塞爾（英语：Willy Russell），改編自他的舞台劇
  - 《鲁本，鲁本》（Reuben, Reuben）– 朱利葉斯·J·愛普斯坦（英语：Julius J. Epstein），改編自赫曼·舒姆林（英语：Herman Shumlinl）的舞台劇

1984 （第57屆）
- 《阿瑪迪斯》（Amadeus）– 彼得·謝弗，改編自他的舞台劇
  - 《泰山王子》（Greystoke: The Legend of Tarzan, Lord of the Apes）– 邁克·奥斯丁和羅伯特·唐尼，改編自愛德加·萊斯·巴勒斯的小說《人猿泰山》
  - 《殺戮戰場》（The Killing Fields）– 布魯斯·羅賓遜（英语：Bruce Robinson），改編自西德尼·尚伯格在《紐約時報》的文章
  - 《印度之旅》（A Passage to India）– 大卫·利恩，改編自E·M·福斯特的小說《印度之旅》
  - 《大兵》（A Soldier's Story）– 查爾斯·富勒（英语：Charles Fuller），改編自他的舞台劇

1985 （第58屆）
- 《遠離非洲》（Out of Africa）– 科特·路德特克（英语：Kurt Luedtke），改編自凱倫·白烈森的自傳、埃羅爾·特澤賓斯基（英语：Errol Trzebinski）及茱蒂絲·圖爾曼（英语：Judith Thurman）的兩本著作
  - 《紫色姊妹花》（The Color Purple）– 門諾·邁依傑斯（英语：Menno Meyjes），改編自愛麗絲·華克的小說《紫色姐妹花》
  - 《蜘蛛女之吻》（Kiss of the Spider Woman）– 萊納德·施拉德，改編自曼努埃爾·普伊格的小說
  - 《現代教父》（Prizzi's Honor）– 李察·康頓（英语：Richard Condon）和珍妮特·羅奇，改編自李察·康頓（英语：Richard Condon）的小說
  - 《豐富之旅》（The Trip to Bountiful）– 霍頓·福特（英语：Horton Foote），改編自他的舞台劇

1986 （第59屆）
- 《窗外有藍天》（A Room with a View）– 露絲·鮑爾·賈華拉，改編自E·M·福斯特的小說《窗外有藍天》
  - 《悲憐上帝的女兒》（Children of a Lesser God）– 海茨帕·安德森和馬克·麥道夫（英语：Mark Medoff），改編自馬克·麥道夫（英语：Mark Medoff）的舞台劇
  - 《金钱本色》（The Color of Money）– 理察·普萊斯（英语：Richard Price (writer)），改編自沃爾特·特維斯的小說
  - 《芳心之罪（英语：Crimes of the Heart (film)）》（Crimes of the Heart）– 貝絲·亨利（英语：Beth Henley），改編自她的舞台劇
  - 《伴我同行》（Stand by Me）– 布魯斯·A·埃文斯（英语：Bruce A. Evans）和雷納爾多·吉迪恩，改編自改编自斯蒂芬·金的小说《总要找到你》

1987 （第60屆）
- 《末代皇帝》（The Last Emperor）– 貝納多·貝托魯奇和馬克·派普羅（英语：Mark Peploe），改編自溥仪的自传《我的前半生》
  - 《死者（英语：The Dead (1987 film)）》（The Dead）– 托尼·休斯頓（英语：Tony Huston），改編自改编自詹姆斯·乔伊斯的小說《往生者》
  - 《致命的吸引力》（Fatal Attraction）– 詹姆士·迪爾登（英语：James Dearden），改編自他的電視電影
  - 《金甲部隊》（Full Metal Jacket）– 古斯塔夫·哈斯福特（英语：Gustav Hasford）、麥可·赫爾（英语：Michael Herr）和史丹利·庫柏力克，改編自古斯塔夫·哈斯福特（英语：Gustav Hasford）的小說
  - 《狗臉的歲月》（My Life as a Dog）– 皮爾·伯格倫德、布拉西·布蘭斯特羅姆（英语：Brasse Brännström）、莱塞·霍尔斯道姆和雷達·瓊森，改編自改编自雷達·瓊森的小说

1988 （第61屆）
- 《危險關係》（Dangerous Liaisons）– 克里斯多夫·漢普頓，改編自他的舞台劇和皮埃爾·肖代洛·德拉克洛的小說《危險關係》
  - 《意外的旅客》（The Accidental Tourist）– 弗蘭克·加拉茨（英语：Frank Galati）和勞倫斯·卡斯丹（英语：Lawrence Kasdan），改编自安妮·泰勒的小說
  - 《迷霧驚魂森林十八年》（Gorillas in the Mist）– 安娜·漢密爾頓·費蘭（英语：Anna Hamilton Phelan）和泰布·墨菲（英语：Tab Murphy），改編自哈羅德·海耶斯（英语：Harold Hayes）的文章
  - 《小杜麗（英语：Little Dorrit (1987 film)）》（Little Dorrit）– 克里斯汀·艾扎德（英语：Christine Edzard），改編自查爾斯·狄更斯的小說《小杜麗》
  - 《布拉格的春天》（The Unbearable Lightness of Being）– 让-克洛德·卡里埃和菲力普·考夫曼，改編自米蘭·昆德拉的小說《生命中不能承受之輕》

1989 （第62屆）
- 《溫馨接送情》（Driving Miss Daisy）– 阿爾弗雷德·尤里（英语：Alfred Uhry），改編自他的舞台劇
  - 《七月四日誕生》（Born on the Fourth of July）– 羅恩·科維奇（英语：Ron Kovic）和奧利佛·史東，改编自羅恩·科維奇（英语：Ron Kovic）的自傳
  - 《敵人，一個愛情故事（英语：Enemies, A Love Story (film)）》（Enemies, A Love Story）– 保羅·馬祖斯基（英语：Paul Mazursky）和羅傑·西蒙（英语：Roger L. Simon），改編自以撒·辛格的小說《冤家，一個愛情故事》
  - 《夢幻成真》（Field of Dreams）– 菲爾·奧爾登·羅賓森（英语：Phil Alden Robinson），改編自W·P·金塞拉（英语：W. P. Kinsella）的小說
  - 《我的左脚》（My Left Foot）– 謝恩·康諾頓（英语：Shane Connaughton）和吉姆·謝里丹，改編自克里斯蒂·布朗的自傳

## 1990年代
1990 （第63屆）
- 《与狼共舞》（Dances with Wolves）– 迈克尔·布雷克，改編自他的小說
  - 《睡人》（Awakenings）– 斯蒂文·澤裏安（英语：Steven Zaillian），改編自奧利佛·薩克斯的著作
  - 《四海好傢伙》（Goodfellas）– 尼古拉斯·派勒吉和马丁·斯科塞斯，改編自尼古拉斯·派勒吉的小說
  - 《致命賭局（英语：The Grifters (film)）》（The Grifters）– 唐納德·E·韋斯特萊克（英语：Donald E. Westlake），改編自吉姆·湯普森（英语：Jim Thompson (writer)）的小說
  - 《親愛的是誰讓我沈睡》（Reversal of Fortune）– 尼古拉斯·卡山（英语：Nicholas Kazan），改編自艾倫·德肖維茨的小說

1991 （第64屆）
- 《沉默的羔羊》（The Silence of the Lambs）– 泰德·泰利（英语：Ted Tally），改編自湯瑪斯·哈里斯的小說《沉默的羔羊》
  - 《歐洲歐洲》（Europa Europa）– 阿格涅絲卡·霍蘭，改編自所羅門·佩爾（英语：Solomon Perel）的著作
  - 《油炸綠蕃茄》（Fried Green Tomatoes）– 芬妮·傅雷格（英语：Fannie Flagg）和卡洛·索比斯基（英语：Carol Sobieski），改編自芬妮·傅雷格（英语：Fannie Flagg）的小說
  - 《誰殺了甘迺迪》（JFK）– 聖扎迦利·斯卡拉和奧利佛·史東，改編自吉姆·馬斯（英语：Jim Marrs）和吉姆·加里森的兩本著作
  - 《潮浪王子》（The Prince of Tides）– 帕特·康羅伊（英语：Pat Conroy）和貝奇·約翰斯頓（英语：Becky Johnston），改編自帕特·康羅伊（英语：Pat Conroy）的小說

1992 （第65屆）
- 《此情可問天》（Howards End）– 露絲·鮑爾·賈華拉，改編自E·M·福斯特的小說《霍華德莊園》
  - 《情迷四月天（英语：Enchanted April (1991 film)）》（Enchanted April）– 彼得·巴恩斯（英语：Peter Barnes (playwright)），改編自伊麗莎白·亞寧的小說
  - 《超級大玩家（英语：The Player (1992 film)）》（The Player）– 邁克爾·托爾金（英语：Michael Tolkin），改編自他的小說
  - 《大河戀》（A River Runs Through It）– 理察·弗雷登伯格（英语：Richard Friedenberg），改編自諾曼·麥克林（英语：Norman Maclean）的小說
  - 《女人香》（Scent of a Woman）– 博·古德曼（英语：Bo Goldman），改編自喬瓦尼·阿爾皮諾（英语：Giovanni Arpino）的小說以及魯傑羅·馬卡里（英语：Ruggero Maccari）和迪諾·里西的1974年的同名義大利電影（英语：Scent of a Woman (1974 film)）

1993 （第66屆）
- 《辛德勒的名单》（Schindler's List）– 斯蒂文·澤裏安（英语：Steven Zaillian），改編自托馬斯·肯尼利的小說《辛德勒方舟》
  - 《纯真年代》（The Age of Innocence）– 傑伊·考克斯（英语：Jay Cocks）和马丁·斯科塞斯，改編自伊迪絲·華頓的小說《純真年代》
  - 《以父之名》（In the Name of the Father）– 特瑞·喬治（英语：Terry George）和吉姆·謝里丹，改編自格里·康倫（英语：Gerry Conlon）的著作
  - 《長日將盡》（The Remains of the Day）– 露絲·鮑爾·賈華拉，改編自石黑一雄的小說《長日將盡》
  - 《影子大地（英语：Shadowlands (1993 film)）》（Shadowlands）– 威廉·尼克爾森（英语：William Nicholson (writer)），改編自他的舞台劇

1994 （第67屆）
- 《阿甘正传》（Forrest Gump）– 艾瑞克·羅斯，改編自溫斯頓·葛魯姆的小說《阿甘正傳》
  - 《疯狂的乔治王》（The Madness of King George）– 艾伦·贝内特，改編自他的舞台劇
  - 《大智若愚（英语：Nobody's Fool (1994 film)）》（Nobody's Fool）– 罗伯特·本顿，改編自理查德·拉索（英语：Richard Russo）的小說
  - 《益智遊戲》（Quiz Show）– 保羅·阿塔那斯奧（英语：Paul Attanasio），改編自理察·N·古德溫（英语：Richard N. Goodwin）的著作
  - 《刺激1995》（The Shawshank Redemption）– 弗兰克·德拉邦特，改編自斯蒂芬·金的小说《丽塔海华丝与萧山克监狱的救赎》

1995 （第68屆）
- 《理性與感性》（Sense and Sensibility）– 艾玛·汤普森，改編自簡·奥斯丁的小說《理性與感性》
  - 《阿波罗13号》（Apollo 13）– 小威廉·保尔斯（英语：William Broyles Jr.）和阿尔·赖纳特（英语：Al Reinert），改编自吉姆·洛弗尔和杰弗里·克鲁格的著作
  - 《我不笨，所以我有話說》（Babe）– 乔治·米勒和克里斯·努安（英语：Chris Noonan），改編自迪克·金-史密斯的小说
  - 《遠離賭城》（'Leaving Las Vegas）– 迈克·菲吉斯（英语：Mike Figgis），改编自约翰·奥布莱恩（英语：John O'Brien (novelist)）的小说
  - 《郵差》（Il Postino: The Postman）– 安娜·帕维格纳诺（英语：Anna Pavignano）、迈克尔·拉德福（英语：Michael Radford）、富里奥·斯卡派利（英语：Furio Scarpelli）、贾科莫·斯卡佩利（英语：Giacomo Scarpelli）和马西莫·特罗西，改編自安东尼奥·斯卡尔梅达（英语：Antonio Skármeta）的小说

1996 （第69屆）
- 《彈簧刀》（Sling Blade）– 比利·鲍伯·松顿，改編自他的短片
  - 《激情年代（英语：The Crucible (1996 film)）》（The Crucible）– 亚瑟·米勒，改编自他的舞台劇《萨勒姆的女巫》
  - 《英倫情人》（The English Patient）– 安东尼·明格拉，改編自麥可·翁達傑的小说《英國病人》
  - 《肯尼斯布萊納之哈姆雷特（英语：Hamlet (1996 film)）》（Hamlet）– 肯尼斯·布萊納，改编自威廉·莎士比亚的劇作《哈姆雷特》
  - 《猜火车》（Trainspotting）– 約翰·霍奇（英语：John Hodge (screenwriter)），改編自歐文·威爾許的小说

1997 （第70屆）
- 《鐵面特警隊》（L.A. Confidential）– 柯蒂斯·汉森和布萊恩·海格蘭，改編自詹姆斯·艾尔罗伊的小說《鐵面特警隊》
  - 《驚天爆》（Donnie Brasco）– 保羅·阿塔納西奧（英语：Paul Attanasio），改编自約瑟夫·D·皮斯托和理察·伍德利的著作
  - 《意外的春天》（The Sweet Hereafter）– 艾騰·伊格言，改編自羅素·班克斯的小说
  - 《桃色風雲搖擺狗》（Wag the Dog）– 希拉莉·亨金（英语：Hilary Henkin）和大衛·馬梅（英语：David Mamet），改编自拉瑞·白恩哈特（英语：Larry Beinhart）的小說
  - 《慾望之翼》（The Wings of the Dove）– 霍辛·阿米尼，改編自亨利·詹姆斯的小说《鴿翼》

1998 （第71屆）
- 《众神与野兽》（Gods and Monsters）– 比爾·坎登，改編自克里斯多福·布拉姆（英语：Christopher Bram）的小說
  - 《战略高手》（Out of Sight）– 史考特·弗蘭克（英语：Scott Frank），改编自埃爾莫爾·倫納德的小說
  - 《風起雲湧》（Primary Colors）– 伊萊恩·梅，改編自喬·克萊因（英语：Joe Klein）的小说
  - 《绝地计划》（A Simple Plan）– 史考特·史密斯（英语：Scott Smith (author)），改编自他的小說
  - 《紅色警戒》（The Thin Red Line）– 泰伦斯·马力克，改編自詹姆斯·瓊斯的小說

1999 （第72屆）
- 《心塵往事》（The Cider House Rules）– 約翰·艾文，改編自他的小說《心塵往事》
  - 《風流教師霹靂妹》（Election）– 阿历山大·佩恩和吉姆·泰勒（英语：Jim Taylor (writer)），改编自湯姆·佩羅塔（英语：Tom Perrotta）的小說
  - 《綠色奇蹟》（The Green Mile）– 法蘭克·戴瑞邦，改編自史蒂芬·金的小说《綠色奇蹟》
  - 《臥底》（The Insider）– 麥可·曼恩和艾瑞克·羅斯，改编自瑪麗·布倫納（英语：Marie Brenner）的小說
  - 《天才雷普利》（The Talented Mr. Ripley）– 安東尼·明格拉，改編自派翠西亞·海史密斯的小說

## 2000年代
| 2000（第73屆） |
| - 《天人交戰》 – 史蒂芬·葛漢，改編自西蒙·摩爾的電視劇《交易》 - 《情迷朱古力》 – 勞勃·尼爾森·賈柯，改編自乔安娜·哈里斯的同名小說 - 《臥虎藏龍》 – 王蕙玲、詹姆斯·夏慕斯及蔡國榮，改編自王度廬的同名小說 - 《霹靂高手》 – 祖爾·高安及伊頓·高安，改編自荷馬的詩篇《奧德賽》 - 《天才接班人》 – 史提夫·克羅夫斯，改編自麥可·謝朋的同名小說（Wonder Boys） |
| 2001（第74屆） |
| - 《美麗境界》 – 阿奇瓦·高斯曼，改編自西尔维亚·娜萨的同名傳記（A Beautiful Mind） - 《幽靈世界》 – 丹尼爾·高維斯及泰利·史維高夫，改編自丹尼爾·高維斯的同名漫畫（Ghost World） - 《意外邊緣》 – 杜特·菲爾及羅伯特·費斯汀格，改編自安得烈·度布斯的短篇小說"Killings" - 《魔戒首部曲：魔戒現身》 – 法蘭·華許、菲利帕·鮑恩斯及彼得·積遜，改編自J·R·R·托爾金的同名小說 - 《史瑞克》 – 泰德·艾略德、泰瑞·羅西歐、喬·斯蒂爾曼及羅傑·舒爾曼，改編自威廉·史泰格的同名兒童故事                                                                       |
| 2002（第75屆） |
| - 《戰地琴人》 – 羅納得·哈伍得，改編自瓦迪斯瓦夫·斯皮爾曼的同名回憶錄 - 《非關男孩》 – 彼得·海格斯、基斯·韋士及保羅·韋士，改編自尼克·宏比的同名小說（About a Boy） - 《蘭花賊》 – 查理·卡夫曼，改編自蘇珊·奧爾琳的《》（Donald Kaufman是虛構人物，卻因在片尾出現而也獲提名） - 《芝加哥》 – 比爾·坎登，改編自鲍勃·福斯、佛列德・艾伯的同名音樂劇 - 《時時刻刻》 – 大衛·海爾，改編自麥可·康寧漢的同名小說（The Hours） |
| 2003（第76屆） |
| - 《魔戒三部曲：王者再臨》 – 法蘭·華許、菲利帕·鮑恩斯及彼得·積遜，改編自J·R·R·托爾金的同名小說 - 《美国荣耀》 – 莎莉・史賓格・柏曼和羅勃·普契尼，改編自哈維·派克的同名漫畫系列（American Splendor）及喬伊斯·布拉布納的Our Cancer Year漫畫系列 - 《無法無天》 – 布羅里歐·曼托伐尼，改編自保羅·林斯的同名小說（City of God） - 《神秘河流》 – 布萊恩·海格蘭，改編自丹尼斯·勒翰的同名小說（Mystic River） - 《奔騰年代》 – 蓋瑞·羅斯，改編自蘿拉·希林布蘭的同名傳記（Seabiscuit: An American Legend）                                         |
| 2004（第77屆） |
| - 《尋找新方向》 – 亞歷山大·比恩及吉姆·泰勒，改編自雷克斯·皮克特的同名小說（Sideways） - 《愛在日落巴黎時》– 李察·林尼特、金·基利珊、茱莉·蝶兒及伊森·霍克，改編自《愛在黎明破曉時》 - 《尋找新樂園》 – 大衛·馬吉，改編自亞倫·尼的舞台劇《那位曾經是彼得潘的男人》 - 《登峰造擊》 – 保羅·海吉斯，改編自F·X·土爾的Rope Burns: Stories from the Corner - 《革命前夕的摩托車日記》 –何塞·里維拉，改編自阿爾貝托·格拉納多的《與切·格瓦拉的旅行：革命的形成》及捷·古華拉的《摩托車日記》                                                         |
| 2005（第78屆） |
| - 《斷背山》 – 賴瑞·麥可莫特瑞及戴安娜·歐莎娜，改編自安妮·普露的同名故事 - 《柯波帝：冷血告白》 – 丹·福特曼，改編自傑若·克拉克的同名傳記（Capote） - 《疑雲殺機》 – 傑佛瑞·肯恩，改編自約翰·勒卡雷的同名小說（The Constant Gardener） - 《暴力效應》 – 喬許·奧森，改編自約翰·華格納及文斯·洛克的同名漫畫（A History of Violence） - 《慕尼黑》 – 東尼·庫希納及艾瑞克·羅斯，改編自喬治·瓊納斯的《復仇：以色列反恐小組的真實故事》 |
| 2006（第79屆） |
| - 《無間道風雲》 – 威廉·莫納漢，改編自香港電影《無間道》 - 《芭樂特：哈薩克青年必修（理）美國文化》 –沙格·畢朗·高漢、彼得·貝罕、安東尼·海恩斯（Anthony Hines）、丹·梅澤及陶德·菲利普斯，改編自沙格·畢朗·高漢的電視劇Da Ali G Show - 《人類之子》 – 阿方索·卡隆、提摩西·J·悉士頓（Timothy J. Sexton）、大衛·阿拉塔、馬克·費格斯與霍克·奧斯比，改編自P·D·詹姆斯的同名小說 - 《身為人母》 – 陶德·菲爾德及湯姆·培羅塔，改編自培羅塔的同名小說（Little Children） - 《醜聞筆記》 – 派屈克·馬柏，改編自佐伊·海勒的同名小說（Notes on a Scandal） |
| 2007（第80屆） |
| - 《險路勿近》 – 祖爾·高安及伊頓·高安，改編自戈馬克·麥卡錫的同名小說（No Country for Old Men） - 《贖罪》 – 克里斯多夫·漢普頓，改編自伊恩·麥克伊旺的同名小說 - 《妳的樣子》 – 莎拉·波莉，改編自艾丽斯·芒罗的故事"The Bear Went Over the Mountain" - 《潛水鐘與蝴蝶》 – 朗諾·哈伍德，改編自尚-多明尼克·鮑比的同名書本 - 《黑金企業》 – 保羅·湯瑪斯·安德森，改編自厄普頓·辛克萊的小說《石油！》 |
| 2008（第81屆） |
| - 《貧民百萬富翁》 – 賽門·鮑佛伊，改編自維卡斯·史瓦盧普的小說《Q & A》 - 《班傑明的奇幻旅程》 – 艾瑞克·羅斯及羅賓·斯維庫德，改編自F·斯科特·菲茨杰拉德的同名故事 - 《誘．惑》 – 約翰·派屈克·尚利，改編自他本人的舞台劇Doubt: A Parable - 《請問總統先生》 – 彼德·摩根，改編自他本人的同名舞台劇（Frost/Nixon） - 《為愛朗讀》 – 大衛·海爾，改編自本哈德·施林克的同名小說 |
| 2009（第82屆） |
| - 《珍愛人生》 – 杰弗里·弗莱彻，改編自萨法尔的小說《推》 - 《第九禁區》 – 尼爾·布洛姆坎普及特麗·塔歇爾，改編自布洛姆坎普的短片《約翰內斯堡的外星人》 - 《名媛教育》 – 尼克·霍恩比，改編自琳恩·巴柏的同名回憶錄 - 《灵通人士》 – 杰西·阿姆斯特朗、西蒙·布萊克威爾、阿曼多·伊安努奇及托尼·羅奇，改編自電視連續劇《幕后危机》 - 《型男飛行日誌》 – 贾森·雷特曼及謝爾登·特納，改編自華特·肯恩的同名小說 |

## 2010年代
| 2010（第83屆） |
| - 《社群網戰》（改編自班·梅立克的書籍《Facebook：性愛與金錢、天才與背叛交織的祕辛》）－ 艾倫·索金 - 《127小时》（改编自艾倫·洛斯頓的自传《在岩石与险境间》）－ 丹尼·鲍伊，賽門·鮑佛伊 - 《玩具总动员3》（根據電影劇本《玩具总动员》和《玩具总动员2》寫作續篇）－ 麥可·安特，約翰·拉薩特，安德魯·斯坦頓，李·安克里奇 - 《真實的勇氣》（改编自查爾斯·波帝斯的小說《真實的勇氣》）－ 喬爾·柯恩，伊森·柯恩 - 《冰封之心》（改編自丹尼尔·伍德瑞尔的小說《Winter's Bone》）－ 黛柏拉·官尼克），安妮·罗塞里尼                                                                             |
| 2011（第84屆） |
| - 《繼承人生》（改編自卡娃依·哈特·漢明絲的小說《繼承人生》）－ 亞歷山大·潘恩，奈特·法松，吉姆·拉許 - 《雨果的冒險》（改编自布萊恩·賽茲尼克的小說《雨果·卡布雷的发明》）－ 約翰·羅根 - 《選戰風雲》（改编自博·威廉曼的舞台劇《法拉格北站》－ 喬治·克隆尼，葛蘭·海斯洛夫，博·威廉曼 - 《魔球》（改编自麥可·路易士的書籍《魔球：逆境中致勝的智慧》）－ 史蒂芬·澤里安，艾倫·索金，史丹·薛文 - 《諜影行動》（改编自約翰·勒卡雷的小說《諜影行動》）－ 布里奇·奥康纳，彼得·史卓翰 |
| 2012（第85屆） |
| - 《亞果出任務》（改編自托尼·門德斯、Matt Baglio同作的書籍《逃離德黑蘭》、喬舒亞·比爾曼的文章《The Great Escape》） － 克里斯·泰瑞欧 - 《南方野獸樂園》（改編自Lucy Alibar本人的獨幕劇《Juicy and Delicious》）－ 露西・阿利巴，贝赫·泽特林 - 《少年Pi的奇幻漂流》（改編自楊·馬泰爾的小說《少年Pi的奇幻漂流》)－ 大衛·馬吉 - 《林肯》（改編自多莉絲·基恩斯·古德溫的書籍《無敵》)－ 東尼·庫許納 - 《派特的幸福劇本》（改編自馬修·魁克的小說《派特的幸福劇本》)－ 大衛·歐·羅素 |
| 2013（第86屆） |
| - 《自由之心》（改編自所羅門·諾薩普的回憶錄《自由之心》）－ 约翰·里德利 - 《愛在午夜希臘時》（根據理察·林克萊特、Kim Krizan同作的電影劇本《愛在黎明破曉時》寫作續篇）－ 理察·林克萊特，茱莉·蝶兒，伊森·霍克 - 《怒海劫》（改編自理查德·菲利普斯、Stephan Talty同作的書籍《怒海劫》）－ 比利·雷 - 《菲洛梅娜》（改編自Martin Sixsmith的書籍《The Lost Child of Philomena Lee》）－ 史提夫·庫根，傑夫·波普 - 《華爾街之狼》（改編自喬丹·貝爾福特的回憶錄《華爾街之狼》）－ 泰倫斯·溫特                                                                                               |
| 2014（第87屆） |
| - 《模仿遊戲》（改編自Andrew Hodges的書籍《Alan Turing: The Enigma》）－ 格雷厄姆·摩爾 - 《美國狙擊手》（改編自克里斯·凱爾、Scott McEwan、Jim DeFelice同寫的傳記《美國狙擊手》）－ 傑森·霍爾 - 《爆裂鼓手》（改編自編劇本人的短片劇本《Whiplash》）－ 达米恩·查泽雷 - 《性本惡》（改編自托马斯·品钦的小說《固有瑕疵》）－ 保羅·湯瑪斯·安德森 - 《愛的萬物論》（改編自潔恩·懷爾德的回憶錄《Travelling to Infinity: My Life with Stephen》）－ 安東尼·麥卡騰 |
| 2015（第88屆） |
| - 《大賣空》（改編自麥可·路易斯的書籍《大賣空》）－ 亞當·麥凱，查爾斯·蘭道夫 - 《愛在他鄉》（改編自科爾姆·托賓的小說《布魯克林》）－ 尼克·宏比 - 《因為愛你》（改編自派翠西亞·海史密斯的小說《鹽的代價》）－ 菲利斯·納吉 - 《絕地救援》（改編自安迪·威爾的小說《火星任務》）－ 德魯·戈達德 - 《不存在的房間》（改編自編劇本人的小說《Room》）－ 艾瑪·多諾霍 |
| 2016（第89屆） |
| - 《月光下的藍色男孩》 ——巴瑞·賈金斯和塔萊爾·阿爾文·麥卡尼改編自塔萊爾·阿爾文·麥卡尼的《In Moonlight Black Boys Look Blue》 - 《異星入境》——艾瑞克·赫瑟勒改編自姜峯楠的《你一生的故事》 - 《心靈圍籬》——奧古斯特·威爾森改編自奧古斯特·威爾森的《藩籬》 - 《關鍵少數》——艾麗森·施洛德和西奧多·梅爾菲改編自瑪歌·李·雪德利的《Hidden Figures》 - 《漫漫回家路》——路克·戴維斯改編自薩羅·布萊爾利和賴瑞·布特羅斯的《漫漫歸途》 |
| 2017（第90屆） |
| - 《以你的名字呼喚我》——詹姆士·艾佛利改編自安德列·艾席蒙的《以你的名字呼喚我》 - 《大災難家》——史考特·諾伊史達特及麥可·H·偉柏改編自葛瑞·賽斯特羅和湯姆·比塞爾的《災難藝術家》 - 《羅根》——史考特·法蘭克、詹姆斯·曼高德和麥可·葛林改編自馬克·米勒的《暮狼歸鄉》 - 《決勝女王》——艾倫·索金改編自茉莉·布魯的《決勝女王》 - 《泥沼》——維吉爾·威廉斯和迪·里斯改編自希拉蕊·喬丹的《泥沼》 |
| 2018（第91屆） |
| - 《黑色黨徒》——史派克·李、查理·沃希特爾（Charlie Wachtel）、大衛·拉貝諾威茲（David Rabinowitz）和凱文·威爾莫特（改編自羅恩·史塔爾沃斯的回憶錄） - 《西部老巴的故事》——柯恩兄弟（改編自傑克·倫敦的短篇小說《All Gold Canyon》以及史都華·艾華·懷特 的短篇小說《The Gal Who Got Rattled》） - 《你能原諒我嗎？》——妮可·哈罗芬瑟和𠎀夫·惠尼（改編自李·伊斯瑞爾的回憶錄） - 《藍色比爾街的沉默》——巴瑞·賈金斯（改編自詹姆斯·鮑德溫的小說《假若比爾街能夠講話》） - 《一個巨星的誕生》——艾瑞克·羅斯、布萊德利·庫柏和威爾·費特斯（Will Fetters）（改編自1954年同名電影及1976年同名電影） |
| 2019（第92屆） |
| - 《兔嘲男孩》——塔伊加·維迪提（改編自克莉絲汀·盧南斯的小說《Caging Skies》） - 《小丑》——陶德·菲利普斯及史葛·西爾弗（改編自比爾·芬格、鮑勃·凱恩和傑瑞·羅賓遜的所創作的角色） - 《小婦人》——葛莉塔·葛薇（改編自露意莎·梅·奧爾柯特的小說《小婦人》） - 《愛爾蘭人》——史提芬·澤里安（改編自查爾斯·布朗特的小說《我聽說你漆房子》） - 《教宗的承繼》——安東尼·麥卡頓（改編自McCarten的舞台劇《The Pope》） |

## 2020年代
| 2020/21（第93屆） |
| - 《困在时间里的父亲》——克里斯多夫·漢普頓、弗洛里安·澤勒（改編自泽勒的同名舞台剧） - 《芭樂特電影續集》——劇本：沙查·巴隆·科恩、安東尼·海因斯（Anthony Hines）、丹·史溫默、彼得·貝漢、艾莉卡·瑞維諾亞（Erica Rivinoja）、丹·梅澤、珍娜·傅利曼、李·克恩（Lee Kern）；故事：沙查·巴隆·科恩、安東尼·海因斯、丹·史溫默、妮娜·佩拉德（Nina Pedrad）（改編自沙查·巴隆·科恩的所創作的角色波拉特·萨格季耶夫） - 《无依之地》——趙婷（改編自杰西卡·布鲁德的同名报告文学） - 《迈阿密的一夜》——坎普·鲍尔斯（改編自鲍尔斯的同名舞台剧） - 《白虎》——拉敏·巴赫拉尼（改編自亞拉文·雅迪嘉的同名小说）                                                                        |
| 2021（第94屆） |
| - 《健听女孩》—— 夏安·海德（改編自维多利亚·贝多斯（Victoria Bedos）, 托马斯·柏戈恩，斯坦尼斯拉斯·卡雷·德·马尔博格（Stanislas Carré de Malberg）和艾里克·拉缇戈的剧本《閃亮的歌聲》） - 《驾驶我的车》—— 濱口龍介和大江崇允（改編自村上春樹的短篇小说《没有女人的男人们》） - 《沙丘》—— 喬·斯派茨，丹尼斯·维勒弗和艾瑞克·羅斯（改編自弗兰克·赫伯特的小说《沙丘》） - 《暗处的女儿》—— 瑪姬·吉倫荷（改編自埃琳娜·費蘭特的同名小说） - 《犬山記》—— 珍·康萍（改編自托馬斯·薩維奇的同名小说） |
| 2022（第95屆） |
| - 《女人们的谈话》——莎拉·波莉（改编自米莉亚·姆托斯的同名小说） - 《西线无战事》——爱德华·贝尔格、莱斯利·帕特森和伊恩·斯托克尔（改编自埃里希·玛利亚·雷马克的同名小说） - 《鋒迴路轉：抽絲剝繭》——莱恩·约翰逊（改编自前作《鋒迴路轉》角色神探白朗） - 《倫敦生之慾》——石黑一雄（改编自橋本忍、黑澤明和小国英雄的电影《生之慾》） - 《捍衛戰士：獨行俠》——剧本：伊伦·克鲁格、克里斯托夫·迈考利和埃里克·沃伦·辛格；故事：彼得·克雷格和贾斯汀·马克斯（改编自吉姆·凯什和小杰克·埃普斯创作的《捍衛戰士》角色） |
| 2023（第96屆） |
| - 《美国小说》——科德·杰斐遜（改编自珀西瓦尔·埃弗雷特的小说《消除》） - 《Barbie芭比》 ——葛莉塔·葛薇和諾亞·波拜克（改编自羅絲·韓德勒创作的角色） - 《奧本海默》——克里斯托弗·诺兰（改编自卡伊·伯德和馬丁·J·舍溫的传记《奥本海默传》） - 《可憐的東西》——托尼·麥克納馬拉（改编自阿拉斯代尔·格雷的同名小说） - 《利益区域》——乔纳森·格雷泽（改编自馬丁·艾米斯的同名小说） |
| 2024（第97屆） |
| - 《教宗選戰》——彼得·斯特劳根（改编自羅伯特·哈里斯的同名小說） - 《巴布狄倫：搖滾詩人》——詹姆斯·曼高德、杰伊·科克斯（改编自以利亚·瓦尔德的回忆录《迪伦电力全开》（Dylan Goes Electric!）） - 《璀璨女人夢》——賈克·歐迪亞，联合编剧托马斯·比德盖恩、莉亚·迈修斯、尼古拉斯·利韦基（Nicolas Livecchi，改编自賈克·歐迪亞创作的同名歌剧） - 《五分钱男孩》——拉梅尔·罗斯、乔斯林·巴恩斯（改编自科爾森·懷特黑德的同名小说） - 《监狱剧院》——编剧：格雷格·奎达尔（Greg Kwedar）、克林特·宾利（Clint Bentley）；剧情：格雷格·奎达尔、克林特·宾利、克拉伦斯·麦克林、“天命G”约翰·惠特菲尔德（改编自约翰·H·理查森（John H. Richardson）的著作《The Sing Sing Follies》） |

## 多次獲獎與提名者
| 獲獎次數 | 編劇              |
| -------- | ----------------- |
| 2        | 羅伯特·鮑特       |
| 2        | 法蘭西斯·柯波拉   |
| 2        | 克里斯多夫·漢普頓 |
| 2        | 露絲·鮑爾·賈華拉  |
| 2        | 約瑟夫·孟威茲     |
| 2        | 亞歷山大·潘恩     |
| 2        | 馬里奧·普佐       |
| 2        | 邁克爾·威爾遜     |
| 2        | 阿爾文·薩金特     |
| 2        | 喬治·希頓         |

| 入圍次數 | 編劇                |
| -------- | ------------------- |
| 7        | 比利·懷德           |
| 6        | 約翰·休斯頓         |
| 6        | 艾瑞克·羅斯         |
| 5        | 李察·布魯克斯       |
| 4        | 邁克爾·威爾遜       |
| 4        | 卡爾·福門           |
| 4        | 艾伯特·哈克特       |
| 4        | 弗朗西丝·古德里奇   |
| 4        | 朱利葉斯·J·愛普斯坦 |
| 4        | 斯坦利·库布里克     |
| 4        | 伊森·柯恩           |
| 4        | 喬爾·柯恩           |
| 4        | 斯蒂文·澤裏安       |
| 3        | 約瑟夫·孟威茲       |
| 3        | 恩斯特·雷曼         |
| 3        | 羅伯特·鮑特         |
| 3        | 尼爾·賽門           |
| 3        | 法蘭西斯·柯波拉     |
| 3        | 亞歷山大·潘恩       |
| 3        | 露絲·鮑爾·賈華拉    |
| 3        | 奧利華·史東         |
| 3        | 艾倫·索金           |
| 3        | 克里斯多夫·漢普頓   |

## 年齡記錄
| 紀錄       | 姓名                             | 影片                 | 當時年齡 | 參見  |
| ---------- | -------------------------------- | -------------------- | -------- | ----- |
| 最年長獲獎 | 詹姆士·艾佛利                    | 《以你的名字呼喚我》 | 89       | [ 1 ] |
| 最年長入圍 | 詹姆士·艾佛利                    | 《以你的名字呼喚我》 | 89       | [ 2 ] |
| 最年輕獲獎 | 查理·沃希特爾（Charlie Wachtel） | 《黑色黨徒》         | 32       | [ 3 ] |
| 最年輕入圍 | 約瑟夫·孟威茲                    | 《淘哥儿》           | 22       |       |

## 外部連結
- Academy Award Winning Screenplays（页面存档备份，存于） 1928–2005